# Lagopus lagopus scoticus

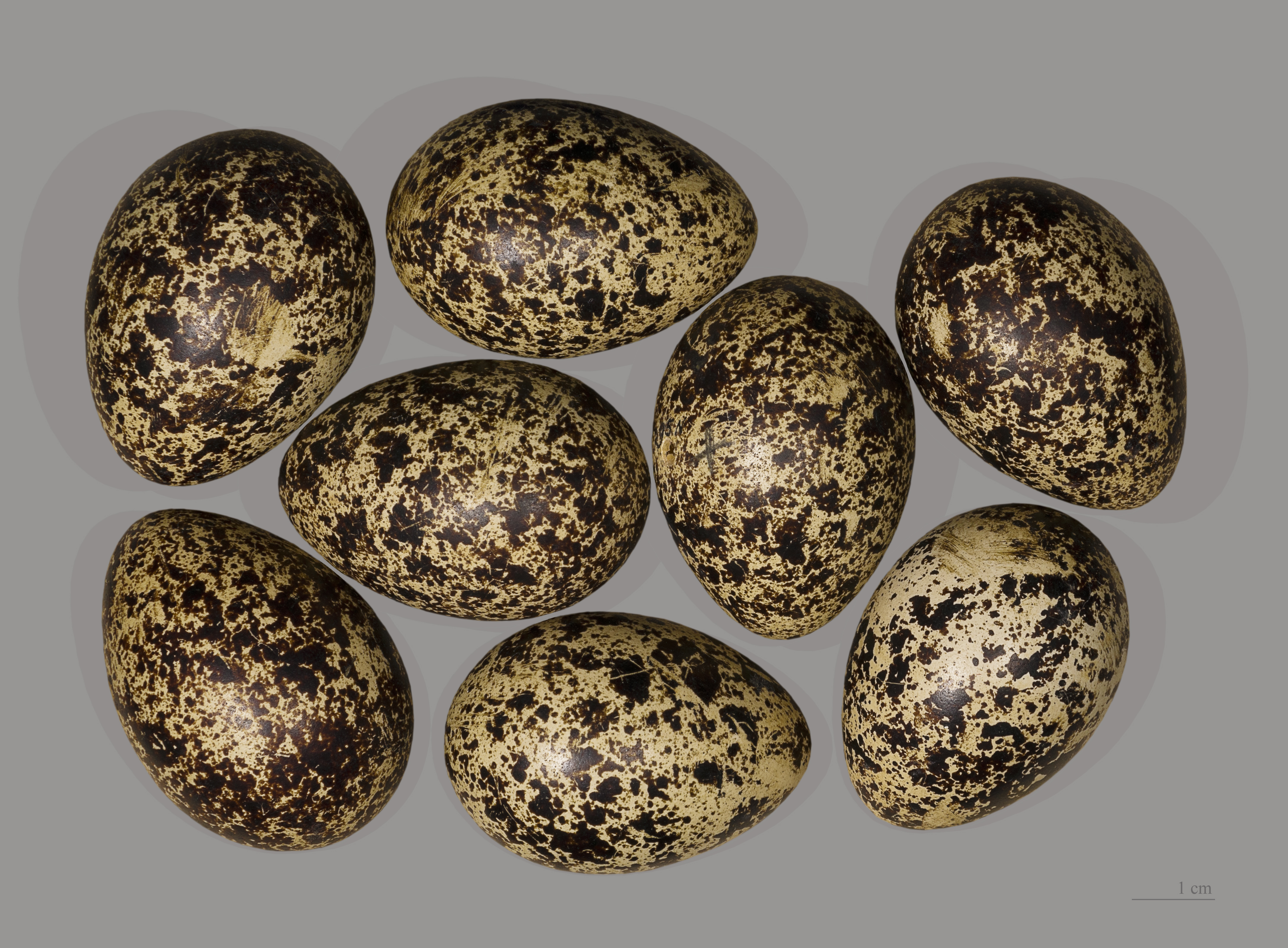
Lagopus lagopus scoticus

La pernice bianca scozzese (Lagopus lagopus scoticus) è una sottospecie della pernice bianca nordica.